# 岐阜市南部市民プール
岐阜市南部市民プール（ぎふしなんぶしみんプール）は、岐阜県岐阜市にある水泳施設

## 概要
1980年（昭和55年）7月23日開館。
指定管理者制度を導入しており、岐阜南スポーツコミュニティが管理運営する。

## 施設概要
- 一般用プール（10コース、25mx20m、水深1.0～1.2m）
- 幼児用プール（水深0.45～0.9m）

## 利用案内
- 住所：岐阜県岐阜市南鶉4丁目120番地
- 利用期間：岐阜市内小・中・高等学校の夏休み期間（7月21日～8月31日）、7月第2及び第3土・日曜日、9月第1及び第2土・日曜日　※ 年により変更有。
- 利用時間：10:00〜15:00
- 利用料金：
  - 普通券：大人200円、小・中学生100円
  - 回数券：大人2000円、小・中学生1000円　（11枚つづり）
  - 幼児、市内居住の70歳以上、障害者など（及びその介護者）は無料
  - 7月及び8月の第3日曜日はプールデーとして無料開放となる。

## 交通アクセス
- 岐阜バス：茜部三田洞線「鶉小前」バス停より徒歩で約5分。
  - 名鉄岐阜駅（名鉄岐阜のりば）・岐阜駅（JR岐阜駅バスターミナル）より、【E70】「下佐波」、【E71】「高桑」、【E72】「もえぎの里」、【E76】「カラフルタウン」行きに乗車。

## 周辺施設
- 岐阜県立羽島北高等学校
- 岐阜市立境川中学校
- 岐阜市立鶉小学校
- 岐阜市立柳津小学校
- 岐阜鶉郵便局
- 岐阜市南部スポーツセンター
- 道の駅柳津
- 境川
  - 県道1号岐阜南濃線 鶉大橋
  - 鶉公園